# Church of Realities
Church of Realities é o EP de estreia da banda Hed PE, lançado em 1995.
Foi o primeiro lançamento da banda.

## Faixas
1. "Inro" (Geer/Shaine) — 4:06
2. "1st Song" (Geer/Shaine) — 2:16
3. "Hangman" (Geer/Shaine/Vaught/Benekos/Boyce/Young) — 4:44
4. "Darky" (Geer/Shaine/Benekos) — 5:11
5. "I.F.O." (Geer/Shaine/Vaught/Benekos/Boyce/Young) — 18:06
6. "Ground" (Geer/Shaine) — 2:09
7. "Spam" (Geer/Shaine) — 4:25
8. "Hill" (Geer/Shaine/Vaught/Young) — 4:04

## Créditos
- M.C.U.D. — Vocal
- Mawk — Baixo
- Wesstyle — Guitarra
- Chizad — Guitarra, vocal
- B.C. — Bateria, percussão
- DJ Product ©1969 — DJ
- The Finger — Teclados